# Joseph-François Lafitau
Joseph-François Lafitau (Bordeaux, 1º gennaio 1681 – Bordeaux, 1746) è stato un gesuita e scrittore francese.
Missionario in Canada dal 1711, studiò usi e costumi degli Irochesi. Pubblicò, nel 1724, uno dei primi studi comparati sulle religioni, il Moeurs des sauvages amériquains comparées aux moeurs des premiers temps (1724), dove ritenne di rilevare delle affinità tra le credenze dei nativi americani con le dottrine e le pratiche religiose greche. Lafitau scrisse anche la prima relazione in lingua europea sul ginseng americano, il Mémoire … concernant la precieuse plante du gin-seng, in cui spiega gli effetti della radice sul corpo umano secondo le teorie di Galeno. Nel Mémoire, il gesuita raccontò che scoprì il ginseng vicino a Montreal con l'aiuto di una donna Irochese. È autore anche della Histoire des découvertes et des conquêtes des Portugais dans le Nouveau Monde (1733).
Secondo l'antropologo italiano Ugo Fabietti, Lafitau non può essere considerato, a tutti gli effetti, come uno dei precursori dell'Antropologia Culturale. Infatti egli usò il metodo comparativo più allo scopo di dimostrare l'esistenza, presso tutti i popoli, dell'idea di un Essere Superiore, che non al fine di condurre un vero e proprio studio sociologico delle istituzioni degli Irochesi e degli Uroni, comparandole con quelle degli "Antichi".
La sua opera nacque all'interno di una disputa ideologica di natura religiosa: voleva dimostrare, contro i Libertini, che non esistono popoli atei per natura. Ma proprio nella dimostrazione della credenza universale in un Essere Superiore, filosofi come Voltaire videro la prova dell'esistenza di una Religione Naturale.
Comunque la novità dell'opera di Lafitau sta nel fatto che le credenze dei selvaggi americani non furono confrontate con quelle degli uomini civilizzati (secondo il metodo dei filosofi Illuministi), bensì con quelle degli "Antichi"; per la prima volta, inoltre, un autore trattava queste popolazioni con un intento quasi apologetico e non discriminatorio.